# Dark Thrones and Black Flags
A Dark Thrones and Black Flags a norvég együttes Darkthrone tizenharmadik nagylemeze. 2008. október 20-án jelent meg a Peaceville Records kiadó által. Az album zeneileg nagyrészt követi elődje, a F.O.A.D. stílusát. Az album dalszövegeinek felét Fenriz, míg másik felét Nocturno Culto írta.

## Számlista
1. "The Winds They Called the Dungeon Shaker" – 3:52 (Fenriz)
2. "Death of all Oaths (Oath Minus)" – 4:16 (Nocturno Culto)
3. "Hiking Metal Punks" – 3:21 (Fenriz)
4. "Blacksmith of the North (Keep that Ancient Fire)" – 3:13 (Nocturno Culto)
5. "Norway in September" – 5:46 (Darkthrone)
6. "Grizzly Trade" – 4:16 (Darkthrone)
7. "Hanging Out in Haiger" – 3:22 (Fenriz)
8. "Dark Thrones and Black Flags" – 2:24 (Fenriz)
9. "Launchpad to Nothingness" – 4:31 (Nocturno Culto)
10. "Witch Ghetto" – 3:56 (Fenriz)

## Közreműködők

### Darkthrone
- Nocturno Culto – ének, gitár, basszusgitár
- Fenriz – ének, gitár, dob

### Produkció
- Nocturno Culto – keverés, felvétel, produceri munkák

## Fordítás
Ez a szócikk részben vagy egészben  a   Dark Thrones and Black Flags című angol Wikipédia-szócikk fordításán alapul.  Az eredeti cikk szerkesztőit annak laptörténete sorolja fel. Ez a jelzés csupán a megfogalmazás eredetét és a szerzői jogokat jelzi, nem szolgál a cikkben szereplő információk forrásmegjelöléseként.